# Budte moim muzjem
Budte moim muzjem (russisk: Будьте моим мужем, da.: Bliv min mand) er en sovjetisk spillefilm fra 1982 instrueret af Alla Surikova.

## Medvirkende
- Andrej Mironov – Victor
- Jelena Proklova – Natasja Kostikova
- Philipp Adamovitj – Ilja Kostikov
- Nina Ruslanova – Albina Petrovna
- Oleg Anofrijev
- Vladimir Basov